# Stephan Schmidt-Wulffen
Stephan Schmidt-Wulffen (* 20. Juni 1951 in Witten) ist Kunsttheoretiker und Kurator für zeitgenössische Kunst. Er war Direktor des Kunstvereins in Hamburg und von 2002 bis 2011 Rektor der Akademie der bildenden Künste in Wien. Seit 2012 hat er an der Zeppelin Universität die kuratorische Leitung des Lehrlabors für implizites und künstlerisches Wissen (LIKWI) inne. Seit 2016 ist er Professor an der Fakultät für Design und Künste der Freien Universität Bozen.

## Leben und Werk
Stephan Schmidt-Wulffen studierte Sprachwissenschaft und Philosophie an der Universität zu Köln sowie bis 1982 an der Universität Konstanz. Von 1985 bis 1987 studierte er zusätzlich Kommunikationsdesign an der Bergischen Universität – Gesamthochschule Wuppertal, wo er 1987 mit der Arbeit „Spielregeln – Tendenzen der Gegenwartskunst“ promovierte.
Schmidt-Wulffen arbeitete von 1982 bis 1992 als freier Journalist und Kunstkritiker. Von 1988 bis 1992 hatte er eine Lehrtätigkeit an der HFBK Hamburg inne. Von 1992 bis 2000 war er Direktor des Kunstvereins in Hamburg, in seine Amtszeit fiel somit der Umbau und Umzug in das heutige Gebäude am Klosterwall. 1995 wurde er an der HFBK Hamburg zum Professor (Teilzeit) berufen.
Nach einer Gastprofessur 2000/01 im Fachbereich Visual Arts an der Columbia University in New York City wurde er im April 2002 zum Rektor der Akademie der bildenden Künste Wien gewählt. Von 2011 bis 2016 war er Rektor der New Design University St. Pölten. Seine Brüder Thomas Wulffen und Christian Wulffen befassen sich ebenfalls mit Aspekten der Kunst.
2012 erhielt er das Große Goldene Ehrenzeichen für Verdienste um die Republik Österreich.

## Veröffentlichungen (Auswahl)
- PERFEKTIMPERFEKT – Wege zur Kunst des 21. Jahrhunderts. modo-verlag, Freiburg im Breisgau 2001, ISBN 3-922675-47-6.
- Spielregeln – Tendenzen der Gegenwartskunst. DuMont, Köln 1987, ISBN 3-7701-1805-7. (Auch als Dissertation vorgelegt.)